# Wolves at the Gate
Wolves at the Gate is een Amerikaanse metalcoreband afkomstig uit Cedarville, Ohio.

## Biografie
De band werd opgericht in 2008. De naam van de band is ontleend uit de Handelingen van de apostelen 20, waarin Paulus waarschuwt voor gevaarlijke wolven die zich onder de kudde in de stad zouden begeven. De band geeft aan dat zij zich niet identificeren met de wolven uit het verhaal, maar dat zij juist degenen zijn die deze wolven tegenkomen (beschreven in het nummer We Are The Ones).
In 2011 tekende de band een contract met Solid State Records, dat hun debuut-ep We Are the Ones opnieuw uitgaf. Op 3 juli 2012 bracht de band hun debuutalbum Captors uit, dat op een zevende plaats piekte in de hitlijst voor Christelijke albums van Billboard.
Op 26 juli 2019 bracht de band haar vierde album, Eclipse uit. De derde single van dat album, Drifter, werd via Revolver Magazine gepromoot.

## Bezetting
Huidige leden
- Steve Cobucci – gitaar, schone vocalen (2008–heden)
- Ben Summers – bas, achtergrondvocalen (2008–heden)
- Nick Detty – niet-schone vocalen, piano (2012–heden)
- Abishai Collingsworth – drums (2015–heden)
- Joey Alarcon – gitaar (2019–heden)

Voormalige leden
- Ryan Connelly – drums (2008)
- Dave Nester – drums (2008–2010)
- Colin Jones – niet-schone vocalen (2008–2011)
- Jeremy Steckel – leidende gitaar (2008–2012)
- Ben Millhouse – drums (2012–2013)
- Dylan Baxter – drums (2013–2015)

Tijdlijn

## Discografie
Studioalbums
- 2012: Captors
- 2014: VxV
- 2016: Types & Shadows
- 2019: Eclipse
- 2022: Eulogies

Ep's
- 2011: We Are The Ones
- 2013: Back to School
- 2015: Reprise
- 2022: Lowborn

Demo's
- 2009: Prisoner of War
- 2010: Pulled from the Deep